# Майи, Альфонс Жан Эрнест
Альфонс Жан Эрнест Майи (фр. Alphonse-Jean-Ernest Mailly; 27 ноября 1833, Брюссель — 10 января 1918, там же) — бельгийский органист и музыкальный педагог.
Окончил Брюссельскую консерваторию (1854) у Кристиана Фридриха Гиршнера и Жака Николя Лемменса. В 1856—1868 гг. органист брюссельской церкви Notre-Dame du Finistère. В 1858 г. выступал в Париже, вызвав восторженный отзыв Гектора Берлиоза, назвавшего Майи «одним из самых умелых виртуозов, каких могло произвести современное искусство большого органа». В 1869 г. сменил своего учителя Лемменса, в тени которого до некоторой степени находился прежде, в качестве руководителя органного класса Брюссельской консерватории и занимал этот пост до 1902 г. В 1880 г. благодаря усилиям Майи в консерватории был установлен новый орган системы Кавайе-Коля. Среди учеников Майи были, в частности, работавший затем в США Шарль Мари Курбуан, видный нидерландский педагог Жан-Батист Шарль де Пау, многолетний ассистент самого Майи Август де Бук и один из ведущих органистов Австралии Огюст Виганд. С 1884 г. Майи был также придворным органистом.